# Brownlowia arachnoidea
Brownlowia arachnoidea är en malvaväxtart som beskrevs av André Joseph Guillaume Henri Kostermans. Brownlowia arachnoidea ingår i släktet Brownlowia och familjen malvaväxter. Inga underarter finns listade i Catalogue of Life.